# 俺たち最高
『俺たち最高』（おれたちさいこう）は、日本の歌手である沢田研二の43作目となるオリジナル・アルバム。
2006年4月21日にリリース。発売元は沢田の自主レーベルであるJULIE LABEL。
シングル「俺たち最高（c/w涙のhappy new year）」と同時発売。

## 解説
2001年のツアー以来排除していたキーボードサウンドが久々に復活、代わりにベースが抜ける変則的なバンドサウンドで製作されたアルバムである（この体制が整ったのは前年のツアーから）。
同時リリースとなったシングル表題曲でもある「俺たち最高」では、舞台での共演が多い女優の三木さつきが作詞を担当した。パッケージデザインはシングルと連動しておりサイコロ模様。
このアルバムよりiTunes Storeでの販売がスタートした。

## 収録曲
- 全編曲：白井良明

1. 涙のhappy new year
  - 作詞・作曲:沢田研二
  - 「俺たち最高」のカップリング曲。
2. 俺たち最高
  - 作詞:三木さつき／作曲:白井良明
3. Caress
  - 作詞:GRACE／作曲:白井良明
4. 勇気凛々
  - 作詞:沢田研二／作曲:ミッキー吉野
5. 桜舞う
  - 作詞:沢田研二／作曲:下山淳
6. weeping swallow
  - 作詞・作曲:沢田研二
7. 遠い夏
  - 作詞・作曲:沢田研二
  - 2022年のシングル「いつか君は」のカップリング曲。
8. now here man
  - 作詞:GRACE／作曲:白井良明
9. Aurora
  - 作詞:沢田研二／作曲:依知川伸一
10. 未来地図
  - 作詞:GRACE／作曲:ミッキー吉野